# Mimas virescens-transversa
Mimas virescens-transversa är en fjärilsart som beskrevs av Tutt 1902. Mimas virescens-transversa ingår i släktet Mimas och familjen svärmare. Inga underarter finns listade i Catalogue of Life.